# Volta a Catalunya de 1929
La Volta a Catalunya de 1929 fou l'onzena edició de la Volta a Catalunya. La prova es disputà en set etapes entre el 9 i el 15 de setembre de 1929, per un total de 1.117 km. El vencedor final fou el català Marià Cañardo Lacasta, per davant del belga Jean Aerts i l'italià Arturo Bresciani.
133 ciclistes van prendre la sortida en aquesta edició de la Volta a Catalunya.

## Classificació final
| Pos. | Ciclista              | Temps       |
| ---- | --------------------- | ----------- |
| 1    | Marià Cañardo Lacasta | 40h 01' 44" |
| 2    | Jean Aerts            | + 2' 51"    |
| 3    | Arturo Bresciani      | + 8' 33"    |
| 4    | Joan Mateu            | + 16' 01"   |
| 5    | Vicente Trueba        | + 17' 57"   |
| 6    | Josep Maria Sans      | + 27' 05"   |
| 7    | Adrien Buttafocchi    | + 30' 23"   |
| 8    | Lazare Venot          | + 31' 30"   |
| 9    | Josep Figueras        | + 38' 07"   |
| 10   | Joseph Mauclair       | + 40' 24"   |

## Etapes
| Etapa | Data           | Recorregut              | km     | Vencedor d'etapa      | Líder de la general   |
| ----- | -------------- | ----------------------- | ------ | --------------------- | --------------------- |
| 1a    | 8 de setembre  | Barcelona - Reus        | 141 km | Jean Aerts            | Jean Aerts            |
| 2a    | 9 de setembre  | Reus - La Sénia         | 124 km | Josep Maria Sans      | Josep Maria Sans      |
| 3a    | 10 de setembre | La Sénia - Tàrrega      | 214 km | Jean Aerts            | Jean Aerts            |
| 4a    | 11 de setembre | Tàrrega - Puigcerdà     | 164 km | Jean Aerts            | Jean Aerts            |
| 5a    | 13 de setembre | Puigcerdà - Palafrugell | 197 km | Jean Aerts            | Jean Aerts            |
| 6a    | 14 de setembre | Palafrugell - Gironella | 172 km | Marià Cañardo Lacasta | Marià Cañardo Lacasta |
| 7a    | 15 de setembre | Gironella - Barcelona   | 105 km | Jean Aerts            | Marià Cañardo Lacasta |

### Etapa 1 Barcelona - Reus. 141,0 km
|   | Ciclista         | Temps      |
| - | ---------------- | ---------- |
| 1 | Jean Aerts       | 4h 04' 14" |
| 2 | Josep Maria Sans | m. t.      |
| 3 | Joan Mateu       | m. t.      |

|   | Ciclista         | Temps      |
| - | ---------------- | ---------- |
| 1 | Jean Aerts       | 4h 04' 14" |
| 2 | Josep Maria Sans | m. t.      |
| 3 | Joan Mateu       | m. t.      |

### Etapa 2. Reus - La Sénia. 124,0 km
|   | Ciclista         | Temps      |
| - | ---------------- | ---------- |
| 1 | Josep Maria Sans | 4h 09' 36" |
| 2 | Georges Cuvelier | m. t.      |
| 3 | Marià Cañardo    | m. t.      |

|   | Ciclista         | Temps      |
| - | ---------------- | ---------- |
| 1 | Josep Maria Sans | 8h 13' 50" |
| 2 | Jean Aerts       | m. t.      |
| 3 | Georges Cuvelier | m. t.      |

### Etapa 3. La Sénia - Tàrrega. 214,0 km
|   | Ciclista       | Temps      |
| - | -------------- | ---------- |
| 1 | Jean Aerts     | 9h 21' 44" |
| 2 | Lazare Venot   | + 01' 28"  |
| 3 | Robert Brugere | + 01' 34"  |

|   | Ciclista         | Temps       |
| - | ---------------- | ----------- |
| 1 | Jean Aerts       | 17h 35' 34" |
| 2 | Marià Cañardo    | + 03' 00"   |
| 3 | Georges Cuvelier | + 05' 13"   |

### Etapa 4. Tàrrega - Puigcerdà. 164,0 km
|   | Ciclista      | Temps      |
| - | ------------- | ---------- |
| 1 | Jean Aerts    | 6h 05' 25" |
| 2 | Joan Mateu    | m. t.      |
| 3 | Marià Cañardo | + 03"      |

|   | Ciclista      | Temps       |
| - | ------------- | ----------- |
| 1 | Jean Aerts    | 23h 40' 49" |
| 2 | Marià Cañardo | + 03' 03"   |
| 3 | Lazare Venot  | + 06' 27"   |

### Etapa 5. Puigcerdà - Palafrugell. 197,0 km
|   | Ciclista         | Temps      |
| - | ---------------- | ---------- |
| 1 | Jean Aerts       | 6h 20' 02" |
| 2 | Arturo Bresciani | m. t.      |
| 3 | Josep Maria Sans | m. t.      |

|   | Ciclista         | Temps       |
| - | ---------------- | ----------- |
| 1 | Jean Aerts       | 30h 01' 01" |
| 2 | Marià Cañardo    | + 02' 53"   |
| 3 | Arturo Bresciani | + 05' 42"   |

### Etapa 6. Palafrugell - Gironella. 172,0 km
|   | Ciclista          | Temps      |
| - | ----------------- | ---------- |
| 1 | Marià Cañardo     | 6h 21' 05" |
| 2 | Federico Ezquerra | + 05' 55"  |
| 3 | Arturo Bresciani  | + 06' 00"  |

|   | Ciclista         | Temps       |
| - | ---------------- | ----------- |
| 1 | Marià Cañardo    | 36h 24' 69" |
| 2 | Jean Aerts       | + 03' 37"   |
| 3 | Arturo Bresciani | + 10' 39"   |

### Etapa 7. Gironella - Barcelona. 105,0 km
|   | Ciclista               | Temps      |
| - | ---------------------- | ---------- |
| 1 | Jean Aerts             | 3h 35' 39" |
| 2 | Vicente Cebrián Ferrer | m. t.      |
| 3 | Josep Maria Sans       | m. t.      |

|   | Ciclista         | Temps       |
| - | ---------------- | ----------- |
| 1 | Marià Cañardo    | 40h 01' 44" |
| 2 | Jean Aerts       | + 02' 51"   |
| 3 | Arturo Bresciani | + 8' 33"    |